# Канби (город, Миннесота)
Канби (англ. Canby) — город в округе Йеллоу-Медисин, штат Миннесота, США. На площади 5,6 км² (5,6 км² — суша, водоёмов нет), согласно переписи 2002 года, проживают 1903 человека. Плотность населения составляет 338,4 чел./км².
- Телефонный код города — 507
- Почтовый индекс — 56220
- FIPS-код города — 27-09604[1]
- GNIS-идентификатор — 0640861[2]